# Densidad (politopo)

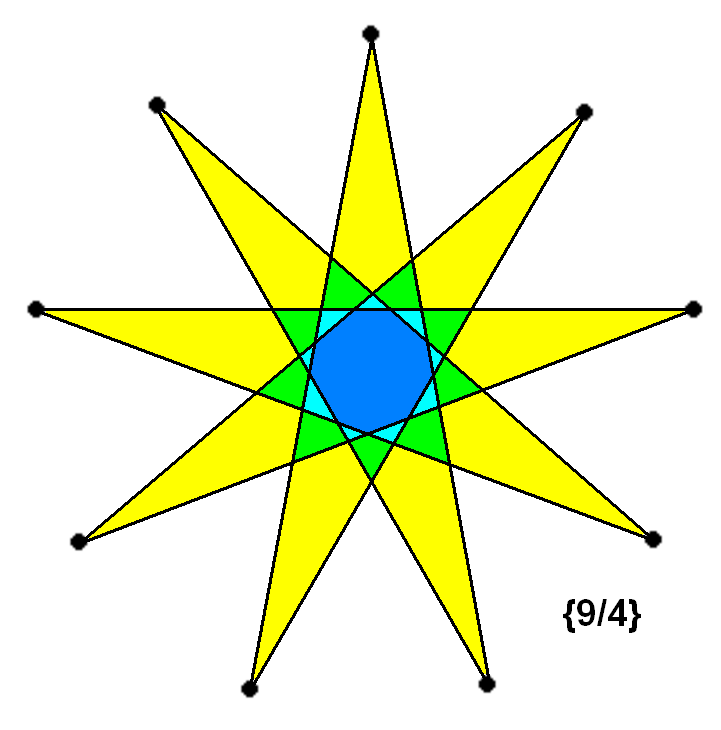
La frontera del eneagrama regular {9/4} envuelve su centro 4 veces (regiones azul, cian, verde y amarilla), así que tiene una densidad de 4.

En geometría, la densidad de un politopo representa el número de veces que un politopo (particularmente un politopo regular) envuelve a su centro. La densidad es el equivalente al índice de la "curva" frontera del polígono. Puede ser visualmente determinado contando el número mínimo de caras o aristas que cruza un rayo trazado desde el centro de la figura al infinito.
La densidad es constante a través de cualquier región interior continua de un politopo y que no cruce ninguna de sus caras. Para un politopo sin cruces ("acóptico") la densidad es 1 en todo su interior.
Teselados con caras superpuestas pueden definir de modo parecido su densidad como el número de caras de cobertura sobre cualquier punto dado.

## Polígonos
La densidad de todo polígono simple, es decir, aquellos cuyos lados no se cruzan,  es siempre 1 en todo su interior.
La densidad de un polígono estrellado es el número de veces que las fronteras del polígono rodean su centro; o lo que es lo mismo, el número de fronteras poligonales alrededor del punto central. Para un polígono estrellado regular {p/q}, la densidad es q.
Puede determinarse visualmente contando el número mínimo de cruces con una arista de un rayo lanzado desde el centro de la figura al infinito.

## Poliedros
| |  |
| El gran icosaedro nonconvexo ({3,5/2}) tiene una densidad de 7, como se demuestra en la sección transversal transparente. |  |

Arthur Cayley utilizó la densidad como la manera de modificar la Característica de Euler (V - E + F = 2) para trabajar con poliedros regulares estrellados, donde dv es la densidad de una figura de vértices, df de una cara y D la del poliedro completo: F = 2D
dv V − E + d f
Por ejemplo, el gran icosaedro, {3, 5/2}, tiene 20 caras triangulares (df = 1), 30 bordes y 12 figuras pentagrámicas de vértices (dv = 2), dando
2·12 − 30 + 1·20 = 14 = 2D.
Esto implica una densidad de 7. La fórmula del poliedro de Euler sin modificar falla para el pequeño dodecaedro estrellado {5/2, 5} y su dual el gran dodecaedro {5, 5/2}, para el que V − E + F = −6.
Los poliedros regulares estrellados existen en parejas duales, teniendo cada figura la misma densidad que su dual: así, la pareja (pequeño dodecaedro estrellado—gran dodecaedro) tiene una densidad de 3, mientras que la pareja de (gran dodecaedro estrellado–gran icosaedro) tiene una densidad de 7.
Hess generalizó la fórmula para poliedros estrellados con diferentes clases de caras, algunos de los cuales pueden plegarse sobre otros. El valor resultante de la densidad corresponde al número de veces que las esferas asociadas al poliedro envuelven su centro.
Esto permitió a Coxeter y a otros determinar las densidades de la mayoría de los poliedros uniformes.
Para los hemipoliedros, algunas de cuyas caras pasan a través de su centro, la densidad no puede ser definida. Los poliedros no-orientables (figuras asimilables a una banda de Moebius) tampoco tienen densidades bien definidas.

## Polícoros
Hay 10-polícoros estrellados regulares o 4-politopos (llamados el Schläfli–Hess polícoros), que tienen densidades comprendidas entre 4, 6, 20, 66, 76, y 191. Tienen pares duales, con la excepción de las figuras auto-duales de densidad-6 y densidad-66.